# Wiktor Hoszowski
Wiktor Zygmunt Hoszowski herbu Sas (ur. 20 kwietnia 1873 w Łysej Górze, zm. 1940) – podpułkownik żandarmerii Wojska Polskiego i generalny inspektor Policji Państwowej.

## Życiorys
Wiktor Zygmunt Hoszowski urodził się 20 kwietnia 1873 roku w Łysej Górze (Łysa Hora), nazywanej także Eleonorówką, w gminie Grzymałów ówczesnego powiatu skałackiego, w rodzinie Stanisława i Michaliny. W 1891 roku ukończył gimnazjum w Tarnopolu. W latach 1891–1893 studiował na Wydziale Prawa Uniwersytetu Franciszkańskiego we Lwowie. Następnie odbył obowiązkową służbę wojskową w austriackim 15 pułku piechoty, jako jednoroczny ochotnik. 22 grudnia 1894 roku został powołany do zawodowej służby wojskowej w Armii Austro-Węgier, przydzielony do 15 pułku piechoty i wyznaczony na stanowisko dowódcy plutonu. 24 grudnia 1895 roku awansował na podporucznika. 14 kwietnia 1900 roku został skierowany na praktykę w Żandarmerii Krajowej. 1 maja 1901 roku został przeniesiony z korpusu oficerów piechoty do korpusu oficerów żandarmerii. 1 listopada 1904 roku awansował na porucznika (niem. Oberleutnant). Został awansowany na stopień rotmistrza żandarmerii z dniem 1 listopada 1910 roku. W 1914 roku był komendantem oddziału żandarmerii krajowej nr 13 w Jarosławiu
Podczas I wojny światowej służył na froncie jako oficer nadkompletowy komanda żandarmerii krajowej nr 5 ze Lwowa. Został awansowany na stopień majora żandarmerii z dniem 1 lutego 1917 roku. Służył w sztabie komendy miasta Lwowa, a jesienią 1917 roku został ponownie przydzielony do krajowej komendy żandarmerii nr 5 we Lwowie.
U kresu wojny został przyjęty do Wojska Polskiego i w listopadzie 1918 roku brał udział w obronie Lwowa w trakcie wojny polsko-ukraińskiej. Przed 11 listopada został mianowany zastępcą komendanta żandarmerii obrony Lwowa, zaś faktycznie sprawował funkcje komendanta żandarmerii obrony Lwowa, odpowiadając za organizację i egzekutywę tejże (nominalnie stanowisko komendanta Komendy Głównej Żandarmerii Obrony Lwowa sprawował od 11 do 23 listopada 1918 roku ppłk piechoty Adam Hełm-Pirgo, który z uwagi na podeszły wiek ograniczył się do dowództwa). 
30 lipca 1920 roku został zatwierdzony z dniem 1 kwietnia 1920 roku w stopniu podpułkownika, w Korpusie Żandarmerii, w „grupie oficerów byłej Armii Austro-Węgierskiej”. Był wówczas w Rezerwie Armii. W 1920 roku organizował i był komendantem Policji Państwowej w Małopolsce, w 1921 roku na Śląsku. 10 października 1921 roku został mianowany zastępcą komendanta głównego Policji Państwowej, a 8 kwietnia 1922 roku – komendantem głównym Policji Państwowej. 17 marca 1923 roku został zwolniony z zajmowanego stanowiska. Z dniem 1 lutego 1924 roku został przeniesiony na emeryturę.
Pełniąc służbę w Policji Państwowej, w dalszym ciągu pozostawał oficerem rezerwy żandarmerii, a następnie oficerem pospolitego ruszenia żandarmerii, i posiadał przydział do 6 Dywizjonu Żandarmerii we Lwowie. W 1934 roku pozostawał w ewidencji Powiatowej Komendy Uzupełnień Lwów Miasto. Posiadał przydział do Oficerskiej Kadry Okręgowej Nr VI i pozostawał w dyspozycji dowódcy Okręgu Korpusu Nr VI. Jako podpułkownik ze starszeństwem z dniem 1 lipca 1919 roku, figurował na liście starszeństwa oficerów pospolitego ruszenia żandarmerii. W tym samym roku przeniósł się ze Lwowa do Chodorowa, w powiecie tłumackim, i tam mieszkał do 1939 roku. Należał do Związku Obrońców Lwowa. Po agresji ZSRR na Polskę został aresztowany i osadzony w Tłumaczu, a następnie w Stanisławowie. 24 grudnia 1939 roku został przewieziony do Chersonia, a następnie do Mikołajowa. Dalsze losy pozostają nieznane. Prawdopodobnie został zamordowany wiosną 1940 roku.
Od 1899 roku był mężem Jadwigi Krauze.

## Ordery i odznaczenia
- Krzyż Walecznych (trzykrotnie)[3]
- Złoty Krzyż Zasługi (6 marca 1930)[23]
- Medal Niepodległości (9 listopada 1933)[24]
- Krzyż na Śląskiej Wstędze Waleczności i Zasługi[3]
- Medal Pamiątkowy za Wojnę 1918–1921[3]
- Krzyż Obrony Lwowa

- Krzyż Zasługi Wojskowej 3 klasy z dekoracją wojenną (Austro-Węgry, przed 1916)[8] z mieczami (przed 1918)[9]
- Srebrny Medal Zasługi Wojskowej „Signum Laudis” na wstążce Krzyża Zasługi Wojskowej (Austro-Węgry, przed 1918)[9]
- Brązowy Medal Zasługi Wojskowej „Signum Laudis” na wstążce Krzyża Zasługi Wojskowej (Austro-Węgry, przed 1916)[8]
- Brązowy Medal Jubileuszowy Pamiątkowy dla Sił Zbrojnych i Żandarmerii (Austro-Węgry, przed 1914)[7]
- Krzyż Jubileuszowy Wojskowy (Austro-Węgry, przed 1914)[7]
- Krzyż Pamiątkowy Mobilizacji 1912–1913 (Austro-Węgry, przed 1914)[7]